# 源氏ヶ駄場
源氏ヶ駄場（げんじがだば）は、愛媛県西予市野村町大野ヶ原と高知県高岡郡檮原町にまたがる四国カルスト台地の西部にある標高1,402.9mの山である。駄場とは山頂や山腹の平坦地という意味から山頂の平坦部分を指す。全体としての山名は薊野峰（あぞうのみね）であるが、四国百名山の本には出てこないので、ここでは、源氏ヶ駄場の山名で扱う。なお、大野ヶ原は地区名であり山名ではない。
昔、この無数の白い石灰岩の姿を見た平家の残党が、白馬に乗った多勢の源氏が自分たちを取り囲んでいるものと見間違え慌ててこの地から退却したことが由来と云われている。山頂には大空海山幸福寺の奥之院の建物があり、奥四国カルスト大師石像が祀られている。一等三角点はその横にあり、ここに至ることによって四国百名山34番大野ガ原の達成としていただきたい。山の中腹には「一夜ヶ森」と云われる自然植生の部分があり、空海（弘法大師）が修行中に一夜を過ごしたという伝説がある。山火事があってもここだけは燃えたことがない。

## ギャラリー

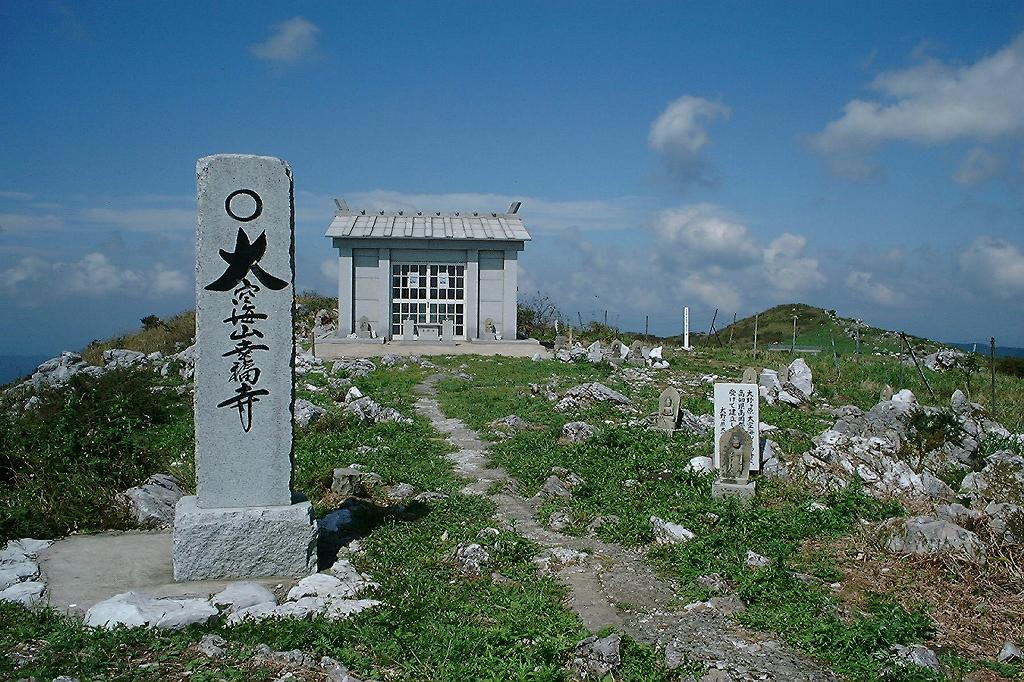
山頂
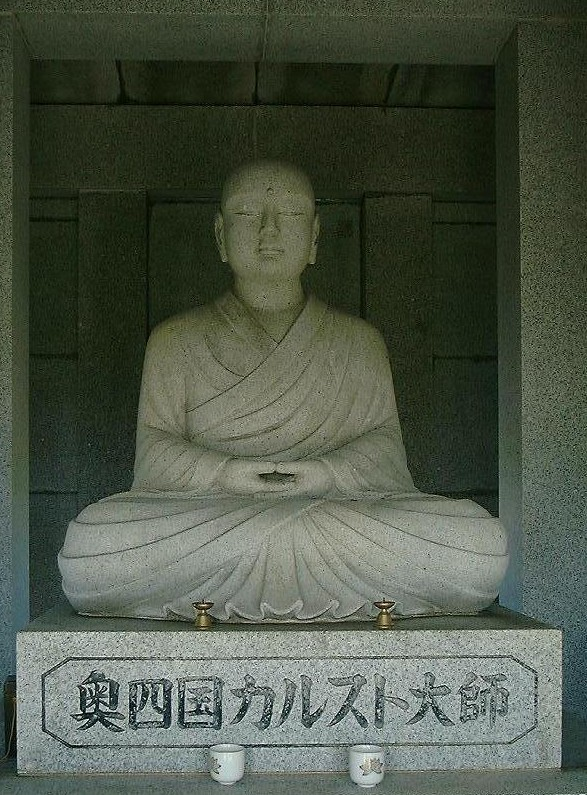
奥四国カルスト大師
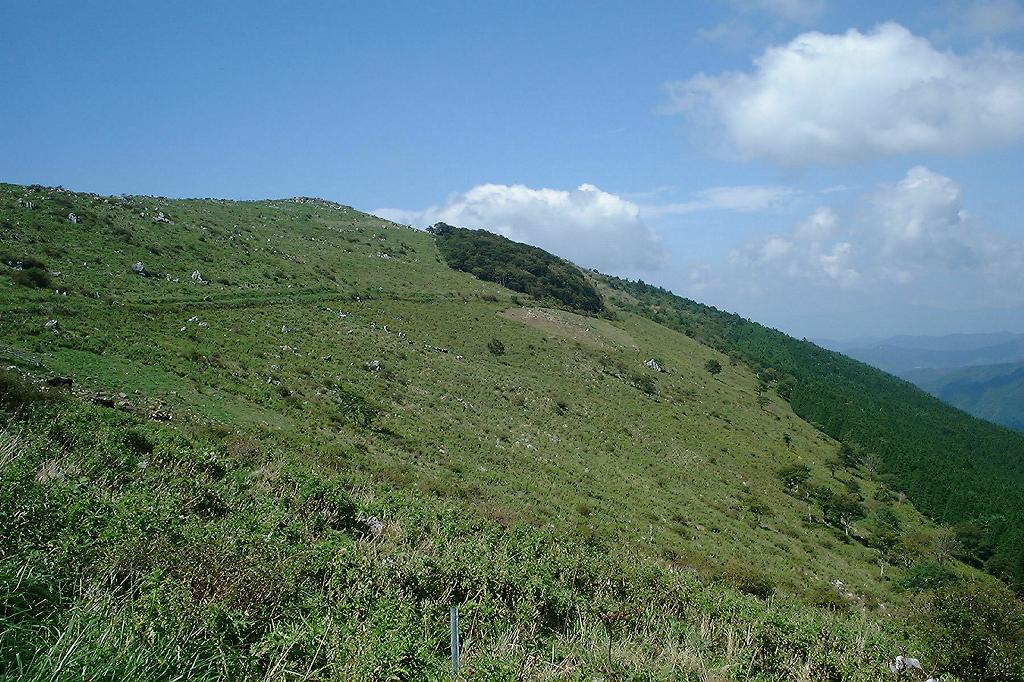
一夜ヶ森
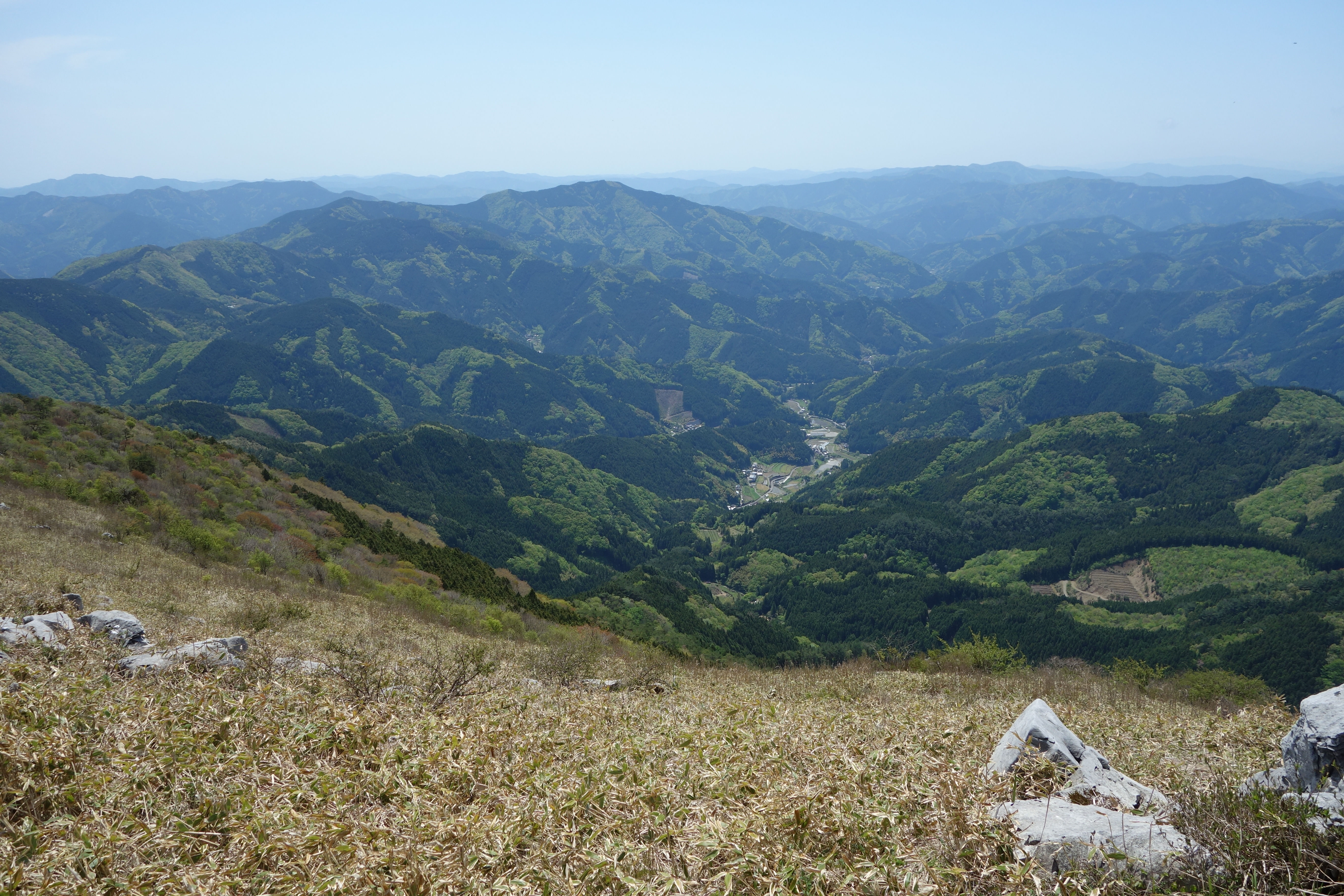
源氏ヶ駄馬から南東（梼原町）の眺め
源氏ヶ駄馬から北東（笠取山）の眺め